# Junghuhnia japonica
Junghuhnia japonica är en svampart som beskrevs av Núñez & Ryvarden 1999. Junghuhnia japonica ingår i släktet Junghuhnia och familjen Meruliaceae.   Inga underarter finns listade i Catalogue of Life.